# Christa
Christa er en dansk/amerikansk film. Filmen blev optaget i 1969, men fik først premiere i Cannes i 1971 og i Danmark i 1972.
- Manuskript og instruktion: Jack O'Connell.

Blandt de danske medvirkende kan nævnes:
- Birte Tove
- Baard Owe
- Inger Stender
- Kjeld Jacobsen
- Bjørn Puggaard-Müller
- Ejner Federspiel